# Sceau de Baltimore

Sceau de Baltimore

Le Sceau de Baltimore est le sceau officiel de la ville américaine de Baltimore (Maryland, États-Unis). 

## Description
Il fut adopté comme emblème officiel de la ville à partir de 1827. Il est constitué d'une ellipse avec une représentation du Battle Monument (monument situé à Baltimore dédié aux vétérans de la guerre de 1812) en son centre. L'inscription 1797 correspond à l'année durant laquelle Baltimore  fut incorporée pour la première fois tandis que « City of Baltimore » se traduit en français « Cité de Baltimore ».
Les versions en couleur sont colorées de jaune et de noir en rappel de la famille Calvert dont un des membres, Cecilius Calvert, premier baron de Baltimore, fut le fondateur de la Province du Maryland.